# Łukasz Witowski
Łukasz Witowski herbu Jastrzębiec – podsędek kijowski w latach 1630–1647, podczaszy kijowski w latach 1619–1630, sędzia grodzki kijowski w 1614 roku.
Poseł na sejm zwyczajny 1629 roku z województwa kijowskiego. Deputat na Trybunał Główny Koronny z województwa kijowskiego w latach 1632/1633, 1644/1645.